# 紀元前508年
紀元前508年（きげんぜんごひゃくはちねん）は、西暦（ローマ暦）による年。
当時、古代ローマにおいては、「ポプリコラとトリキピティヌスが共和政ローマ執政官に就任した年」として知られていた。紀元前1世紀の共和政ローマ末期以降においてはローマ建国紀元246年とされた。紀年法として西暦（キリスト紀元）がヨーロッパで広く普及した中世時代初期以降、この年は紀元前508年と表記されるのが一般的となった。

## 他の紀年法
- 干支 : 癸巳
- 日本
  - 皇紀153年
  - 懿徳天皇3年
- 中国
  - 周 - 敬王12年
  - 魯 - 定公2年
  - 斉 - 景公40年
  - 晋 - 定公4年
  - 秦 - 哀公29年
  - 楚 - 昭王8年
  - 宋 - 景公9年
  - 衛 - 霊公27年
  - 陳 - 恵公26年
  - 蔡 - 昭侯11年
  - 曹 - 隠公2年
  - 鄭 - 献公6年
  - 燕 - 平公16年
  - 呉 - 闔閭7年
- 朝鮮
  - 檀紀1826年
- ベトナム :
- 仏滅紀元 : 37年
- ユダヤ暦 : 3253年 - 3254年

## できごと

### ギリシア
- アテナイでクレイステネスが五百人評議会の創設などの民主的改革を行う。

### ローマ
- 共和政ローマは、追放された王タルクィニウス・スペルブスの亡命先であるクルシウム (Clusium) にローマを攻囲される。
- クルシウムは、ラティウム同盟のアリキア（アリッチャ）にも攻め込むが撃退される。
- 共和政ローマに最高神祇官の役職が創設される。

### 中国
- 楚の嚢瓦（子常）が呉軍を豫章で攻撃した。呉軍は豫章で楚軍を撃破し、巣を攻め落として、楚の公子繁を捕らえた。